# Marxheim
Marxheim település Németországban, azon belül Bajorországban. Lakosainak száma 2663 fő (2023. december 31.). Marxheim Tagmersheim és Daiting községekkel határos.

## Népesség
A település népessége az elmúlt években az alábbi módon változott:
| Lakosok száma | 468  | 701  | 1672 | 2536 | 2513 | 2543 | 2567 | 2594 | 2648 | 2663 |
|               | 1875 | 1950 | 1975 | 1987 | 2012 | 2014 | 2016 | 2017 | 2021 | 2023 |